# Mira Golubović
Mira Golubović (15 ottobre 1976) è un'ex pallavolista serba.
Giocava nel ruolo di centrale.

## Carriera
La carriera di Mira Golubović inizia tra le file dell'Odbojkaški klub Radnički Beograd, dove gioca fino al 1994, prima di essere ingaggiata dall'Odbojkaški klub Jedinstvo Užice, con cui gioca per quattro stagioni, vincendo per altrettante volte il campionato e per tre volte la Coppa di Serbia e Montenegro.
Dopo una stagione al Clubul Sportiv Rapid București, segnata dalla vittoria del campionato rumeno, viene ingaggiata nel 1999 dal Volley Bergamo, con cui vince la Supercoppa italiana e la Coppa dei Campioni. Nella stagione 2000-01 gioca prima nella Pallavolo Reggio Emilia e poi nella Pallavolo Sirio Perugia, dove gioca fino al 2002.
Dopo una stagione nel campionato giapponese alle Toray Arrows, viene ingaggiata nel campionato spagnolo, dove gioca per due stagioni nel Club Voleibol Las Palmas e per una nel Club Voleibol Tenerife, con cui vince la Superliga, la Coppa della Regina e la Supercoppa spagnola.
Nel 2006 viene ingaggiata dal Volleyballclub Voléro Zürich, con cui vince nuovamente tutte le competizioni nazionali: scudetto, Coppa di Svizzera e Supercoppa svizzera. Dopo due stagioni nel Volejbol'nyj Klub Spartak Omsk, viene ingaggiata dal Clubul Sportiv Universitar Metal Galați, con cui rivince il campionato rumeno e la Coppa di Romania. Appena terminato il campionato rumeno, viene ingaggiata dal Rabitə Bakı Voleybol Klubu, club con il quale disputa la finale di Champions League 2010-11 e vince quattro scudetti e la Coppa del Mondo per club 2011.
Nella stagione 2013-14 ritorna a vestire la maglia del Volero Zürich, vincendo la Coppa di Svizzera, concludendo al termine del campionato la propria carriera sportiva.

## Palmarès

### Club
- Campionato serbo-montenegrino: 4

1994-95, 1995-96, 1996-97, 1997-98
- Campionato rumeno: 2

1998-99, 2009-10
- Campionato spagnolo: 1

2005-06
- Campionato svizzero: 1

2006-07
- Campionato azero: 4

2009-10, 2010-11, 2011-12, 2012-13
- Coppa di Serbia e Montenegro: 3

1994, 1996, 1997
- Coppa della Regina: 1

2005-06
- Coppa di Svizzera: 2

2006-07, 2013-14
- Coppa di Romania: 1

2009-10
- Supercoppa italiana: 1

1999
- Supercoppa spagnola: 1

2005
- Supercoppa svizzera: 3

2006
- Coppa dei Campioni: 1

1999-00
- Campionato mondiale per club: 1

2011

### Premi individuali
- 2012 - Superliqa: Miglior attaccante
- 2012 - Superliqa: Miglior muro
- 2014 - CEV: Premio alla carriera